# Taubenturm Château de Rosanbo

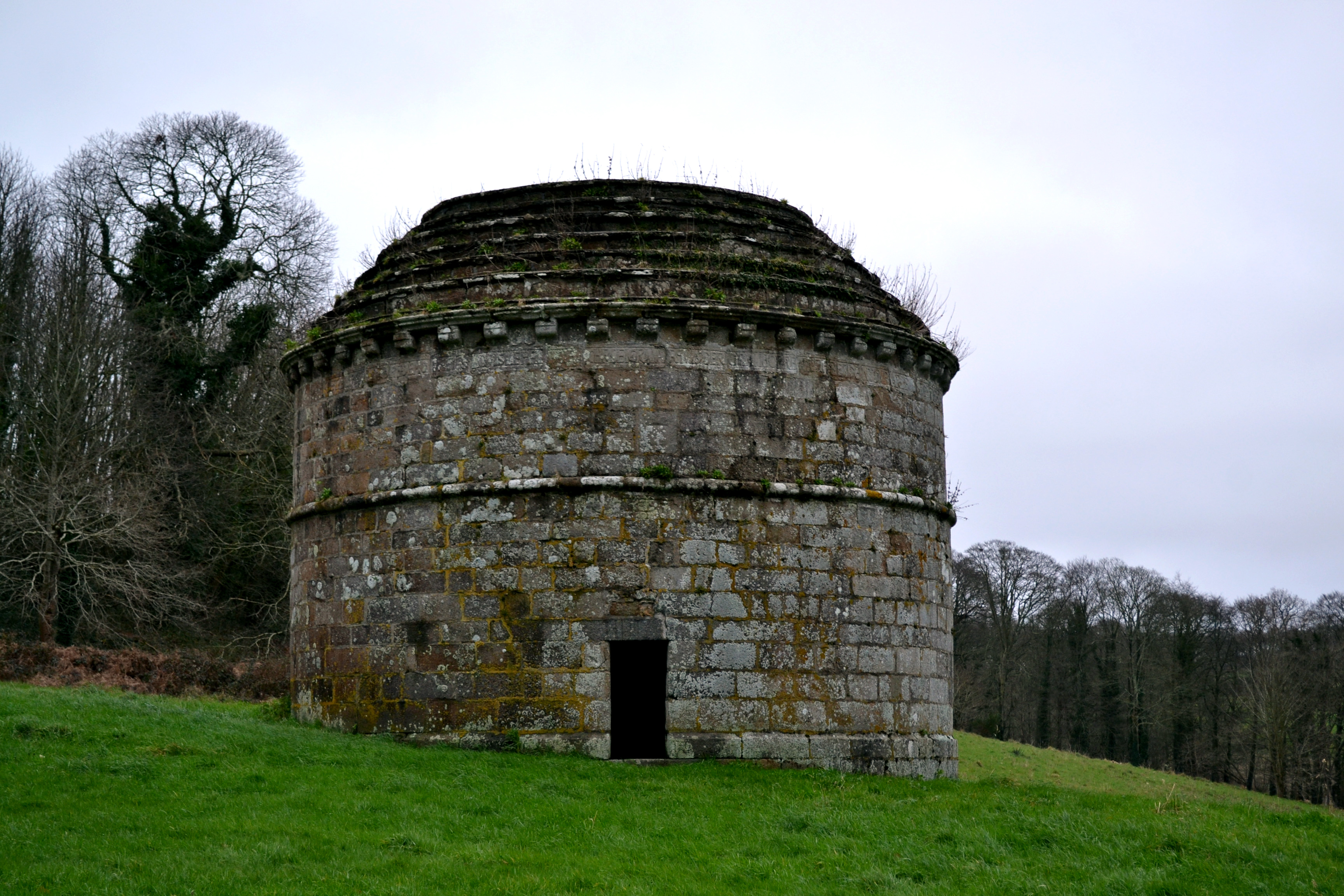
Taubenturm in Lanvellec

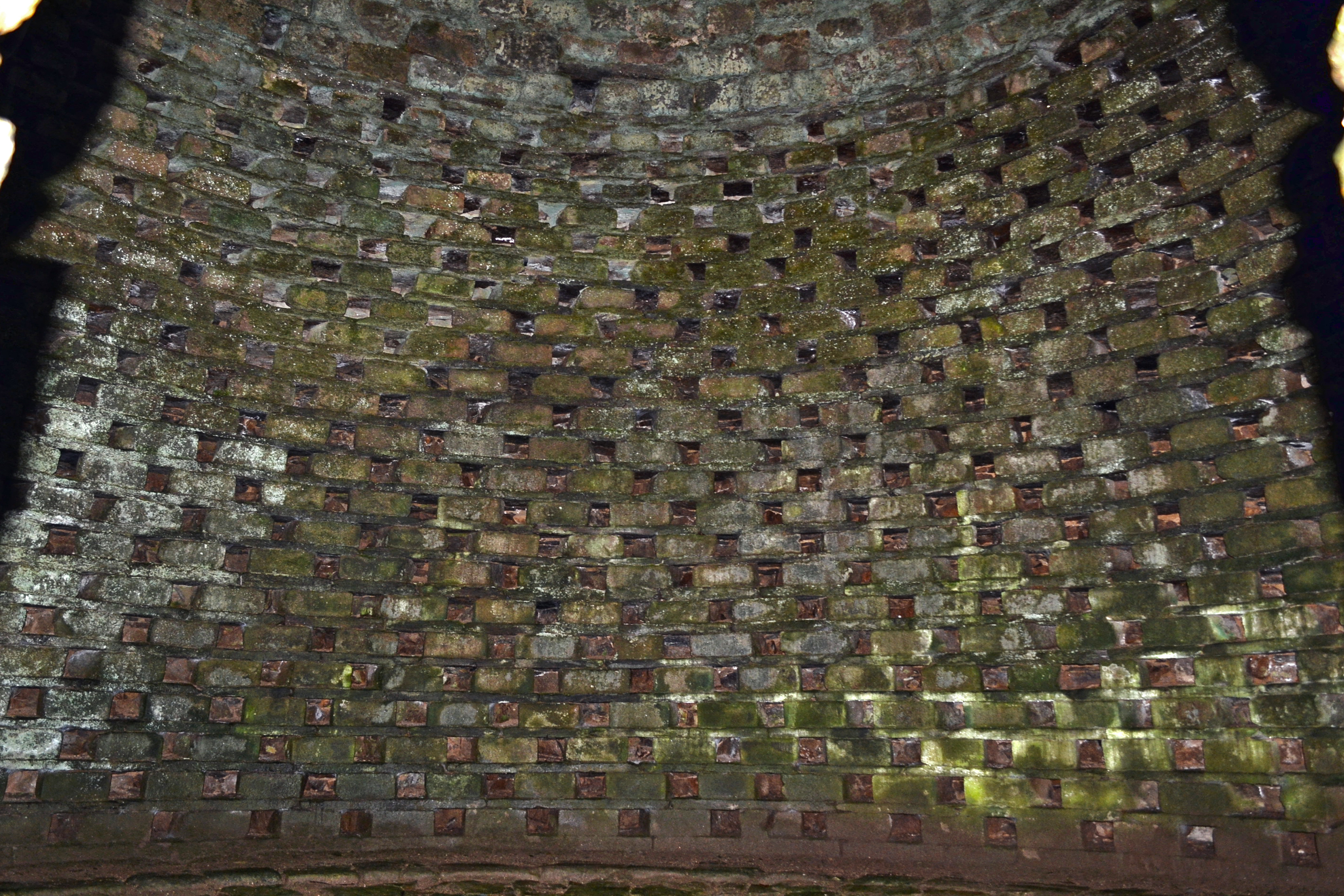
Innenansicht mit Taubennestern

Der Taubenturm (französisch colombier oder pigeonnier) des Château de Rosanbo in Lanvellec, einer französischen Gemeinde im Département Côtes-d’Armor in der Region Bretagne, wurde im 17. Jahrhundert errichtet. Der Taubenturm steht seit 1995 als Monument historique auf der Liste der Baudenkmäler in Frankreich.
Der runde Taubenturm aus Hausteinmauerwerk besitzt ein Dach, das mit dem gleichen Stein ausgeführt ist wie das Mauerwerk.